# Artes gráficas

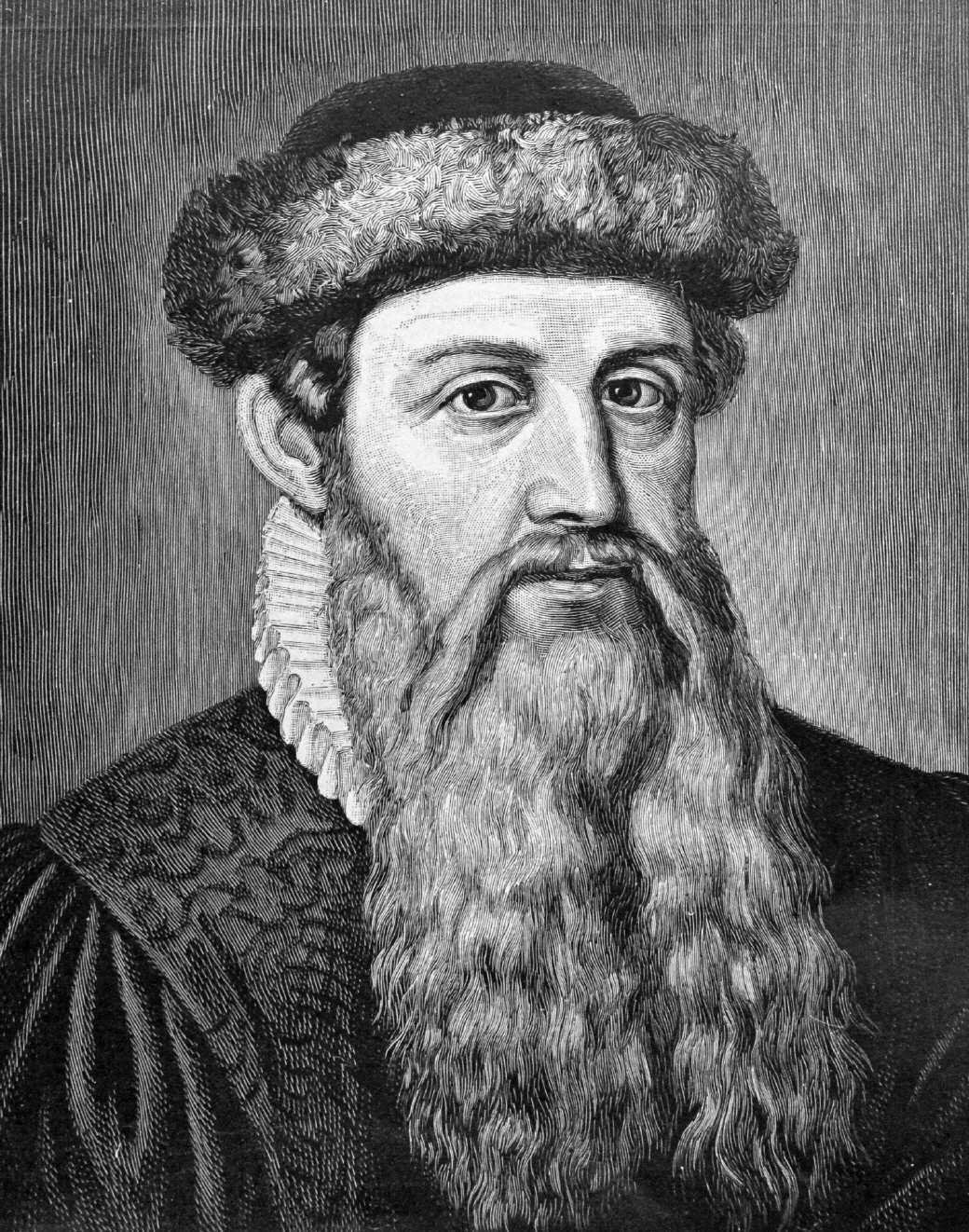
Johannes Gutenberg, en grabado hecho después de su fallecimiento.

El concepto de artes gráficas hace referencia a la elaboración de todo tipo de elementos visuales, fundamentalmente a técnicas de grabado y dibujo, aunque suele restringirse el término a las técnicas relacionadas con la imprenta. De un modo más general abarca a las diversas técnicas y procedimientos para la realización de estampas y por extensión, cualquier sistema de reprografía para plasmar la creación artística. Por tanto el término engloba al conjunto de oficios, procedimientos o profesiones involucradas en la realización del proceso gráfico, tradicionalmente desarrollado sobre papel.
En la actualidad podemos incluir la impresión digital en este término debido al gran desarrollo tecnológico que se ha producido a lo largo de los últimos años.

## Historia
El término arte gráfico comenzó a utilizarse luego de la invención de la imprenta que se atribuye a Johannes Gutenberg hacia 1450, como una forma de agrupar todos los oficios relacionados con la impresión tipográfica, es decir, la acomodación de los tipos, la impresión, la encuadernación, el terminado y todas las variantes o procesos adicionales.
Más tarde aparece la litografía, un sistema de impresión desarrollado por Aloys Senefelder, quien sabiendo que el agua y el aceite se repelen naturalmente, utilizó una piedra caliza y una barra de cera para realizar una impresión, con lo que revolucionó las artes gráficas. Con el paso del tiempo, la piedra se reemplazó por una lámina de aluminio o de zinc.
Debido a la urgente necesidad de generar impresiones de mejor calidad aparece la pre-prensa o fotomecánica. Esta nueva parte del proceso de impresión utilizaba grandes máquinas de revelado de láminas pre sensibilizadas y cámaras especiales para dividir los colores de las imágenes a través del uso de filtros especiales que imprimen en un negativo los espectros por separado de los colores Cian, Magenta, Amarillo y Negro. A este conjunto de colores se le conoce en el medio de las Artes Gráficas como CMYK (por sus siglas en inglés: Cyan, Magenta, Yellow, Key; este último término, Key, significa "llave" y hace referencia a la impresión del negro y a la profundidad que proporcionará a los colores resultantes en la impresión). A esta técnica de impresión se le conoce como Selección de Color.  Sin embargo, también existe otra técnica utilizada en la impresión Offset, llamada Separación de Color.
La evolución continúa hacia la impresión Offset, la cual mejora significativamente la calidad de la impresión al utilizar un sistema indirecto, de tres cilindros o tambores principales: Tambor Contra, Tambor de Impresión (Hule o Mantilla) y Tambor de Lámina o Placa. 
Más tarde se acuñaron otras formas de impresión como la serigrafía, la flexografía, el huecograbado o rotograbado, entre muchas otras.
Actualmente se incluye la impresión digital, gracias al avance tecnológico y las nuevas tecnologías, los procesos que se necesitaban para realizar un trabajo se han reducido. Hoy en día, cuando se habla de arte en las artes gráficas se hace referencia casi exclusivamente al diseño gráfico, debido a que lo demás ha dejado de ser arte para convertirse en técnica.

## Aplicaciones
Las artes gráficas se emplean actualmente como un medio de difusión publicitaria. Siendo las artes gráficas un importante medio de difusión publicitaria por medio de carteles, envases, cajas, logos e imágenes que no solo se encuentran en el mundo físico sino virtualmente en el Internet y básicamente en cualquier lugar para el que dirigimos nuestra mirada.[cita requerida]
Los medios más comunes para aplicar las diversas técnicas de artes gráficas son:
- rótulos y carteles
- envases y cajas
- botellas y recipientes
- etiquetas
- indumentaria

Los principales sistemas de impresión son: el ófset, la serigrafía, la flexografía, el huecograbado, la impresión tipográfica y la impresión digital. Por otro lado, la encuadernación y los acabados incluyen: los cortes, plisados, los prepicados y los plegados al sustrato (papel u otro), entre más tipos de acabado.[cita requerida]